# Egremont (Massachusetts)
Egremont é uma vila localizada no condado de Berkshire no estado estadounidense de Massachusetts. No Censo de 2010 tinha uma população de 1.225 habitantes e uma densidade populacional de 25 pessoas por km².

## Geografia
Egremont encontra-se localizado nas coordenadas 42° 10′ 25″ N, 73° 26′ 42″ O. Segundo a Departamento do Censo dos Estados Unidos, Egremont tem uma superfície total de 49 km², da qual 48.38 km² correspondem a terra firme e (1.26%) 0.62 km² é água.

## Demografia
Segundo o censo de 2010, tinha 1.225 pessoas residindo em Egremont. A densidade populacional era de 25 hab./km². Dos 1.225 habitantes, Egremont estava composto pelo 96.9% brancos, o 0.57% eram afroamericanos, o 0.08% eram amerindios, o 0.57% eram asiáticos, o 0.08% eram insulares do Pacífico, o 0.57% eram de outras raças e o 1.22% pertenciam a duas ou mais raças. Do total da população o 2.37% eram hispanos ou latinos de qualquer raça.